# Chepachet
Chepachet est un village et une census-designated place situé au centre de la ville de Glocester dans le comté de Providence, dans l'État de Rhode Island.
Il compte 1 675 habitants en 2010.

## Source
- (en) Cet article est partiellement ou en totalité issu de l’article de Wikipédia en anglais intitulé « Chepachet, Rhode Island » (voir la liste des auteurs).

1. 1 2  (en) Bureau du recensement des États-Unis, « Population, Housing Units, Area, and Density: 2010 - State -- Place and (in selected states) County Subdivision  more information 2010 Census Summary File 1 », sur factfinder.census.gov (consulté le 30 novembre 2016).
2. ↑  (en) « Our Village », sur chepachet.com (consulté le 30 novembre 2016).